# Полски възвишения
Полските възвишения (на полски: Wyżyny Polskie) са възвишения в южната част на Полша.
Те са най-източната част на Средноевропейските херцински планини и представляват хълмиста област с няколко ниски планини, чиято най-висока точка е с надморска височина 612 метра. На юг горното течение на Висла ги отделя от предпланините на Карпатите. На запад и север граничат със Средноевропейската, а на изток – с Източноевропейската равнина.